# Barrklubbsvamp
Barrklubbsvamp (Clavariadelphus ligula) är en svampart som först beskrevs av Jakob Christan Schaeffer, och fick sitt nu gällande namn av Donk 1933. Enligt Catalogue of Life ingår Barrklubbsvamp i släktet Clavariadelphus,  och familjen Clavariadelphaceae, men enligt Dyntaxa är tillhörigheten istället släktet Clavariadelphus,  och familjen Gomphaceae. Arten är reproducerande i Sverige. Inga underarter finns listade i Catalogue of Life.

## Källor

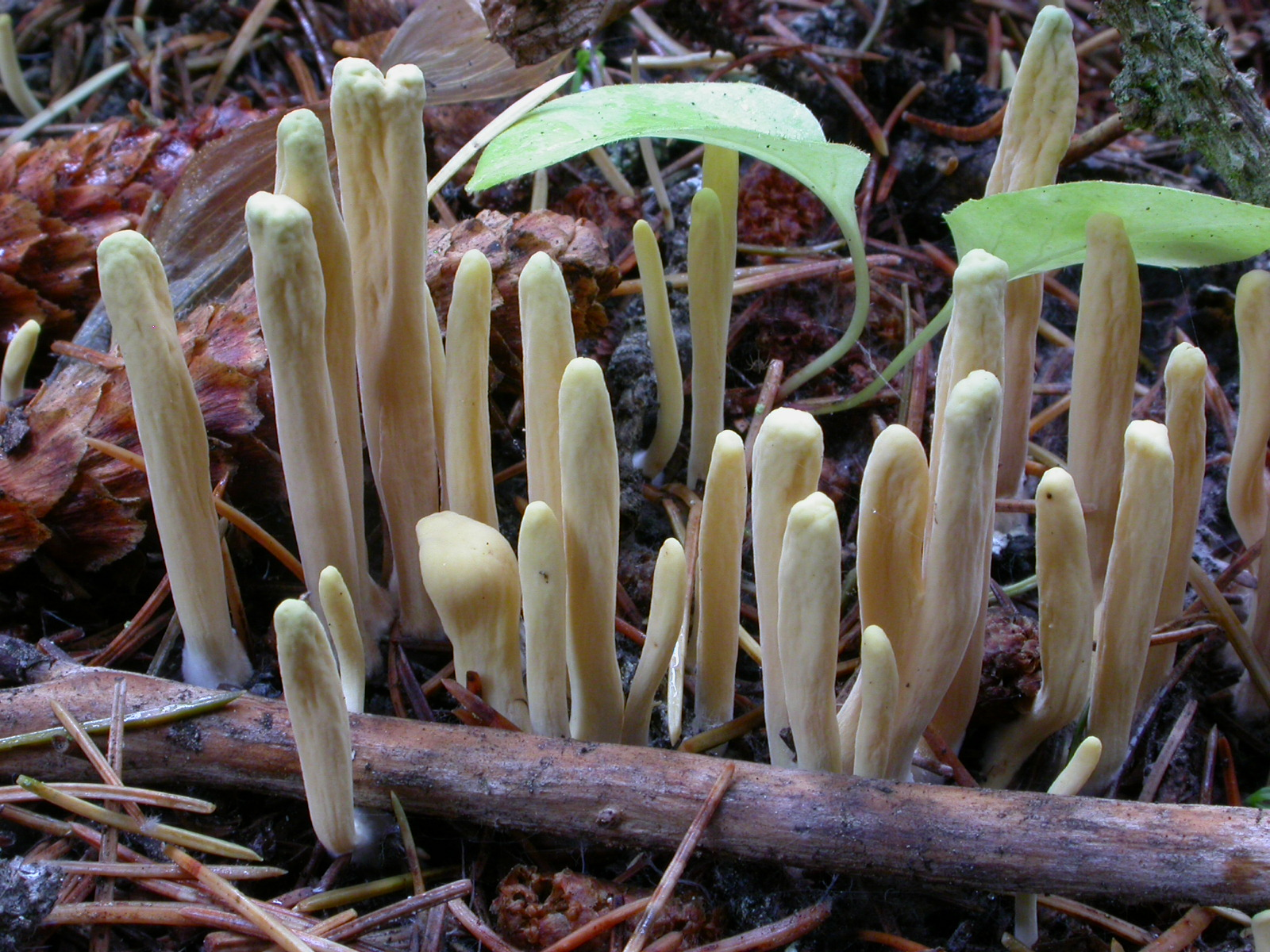